# Ferdinand II. Leonski
Ferdinand II. (španjolski Fernando) (Toledo, o. 1137. — 22. siječnja 1188.) bio je pripadnik kastiljske grane Dinastije Ivree te kralj Leona i Galicije od 1157. do svoje smrti.
Ferdinandovi su roditelji bili Berengarija Barcelonska i Alfons VII., leonsko-kastiljski kralj. Sančo III., kastiljski kralj bio je Ferdinandov brat, dok su Ferdinandove sestre bile Sanča i Konstancija. Nakon smrti Alfonsa VII., Sančo je naslijedio Kastilju, a Ferdinand Leon.
Ferdinand je imao tri braka. Prva je supruga bila Uraka Portugalska, koja je Ferdinandu rodila Alfonsa IX. Druga je supruga bila Terezija Fernández de Traba te je par dobio dva sina. Treća je supruga bila Uraka López de Haro, koja je rodila Ferdinandu trojicu sinova.